# Карпатська Україна
[[Категорія:Історичні держави Європи|України, 8 жовтня 1938]]
Карпа́тська Украї́на (до 26 жовтня 1938 — Підкарпатська Русь) — автономна республіка у складі Чехо-Словаччини в 1938–1939 рр., Українська незалежна держава — в основному на гірській частині території Закарпаття з 15 березня до кінця травня 1939 року.

## У складіЧехословаччини
Після розпаду Австро-Угорщини закарпатські українці активно виступали за об'єднання Карпатської України з іншими українськими землями. 21 січня 1919 року на Народних Зборах у Хусті, де зібралося більш як 400 депутатів з усього Закарпаття, проголосили злуку Карпатської України з Українською Народною Республікою. Однак несприятлива міжнародна ситуація і критичне становище Директорії УНР внаслідок агресії більшовицької Росії, не дозволили здійснити надії закарпатських українців на возз'єднання в єдиній Українській державі.
На основі рішень Сен-Жерменського (1919 р.) і Тріанонського (1920 р.) договорів Підкарпатська Русь була включена до складу Чехословацької республіки на правах автономії. Проте реальний автономний статус Карпатської України, передбачений договорами, так і не був забезпечений чехословацьким окупаційним урядом. У 1920-30 рр. українська громадськість і політичні партії на Закарпатті активно виступали за надання Карпатській Україні автономії, створення Української національної держави і возз'єднання у Соборній незалежній українській державі. Для цього регулярно проводилися народовецькі з'їзди.
Президент Чехословаччини Едвард Бенеш усвідомлював складнощі діяльності уряду в умовах багатоетнічності республіки. Він проголошував намір перебудувати її «…в державу, де цілковито рівноправні народи мали б своє власне управління…». 20 лютого 1937 року опублікували спеціальне комюніке з основними настановами, що передбачали зміну політики стосовно національних меншин. Але жодних практичних заходів у той час не вжили.

## Запровадження автономії
Див. також статтю Уряд Карпатської України

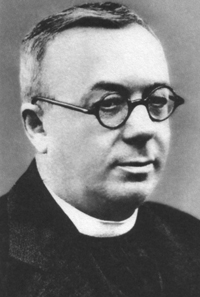
о. Августин Волошин

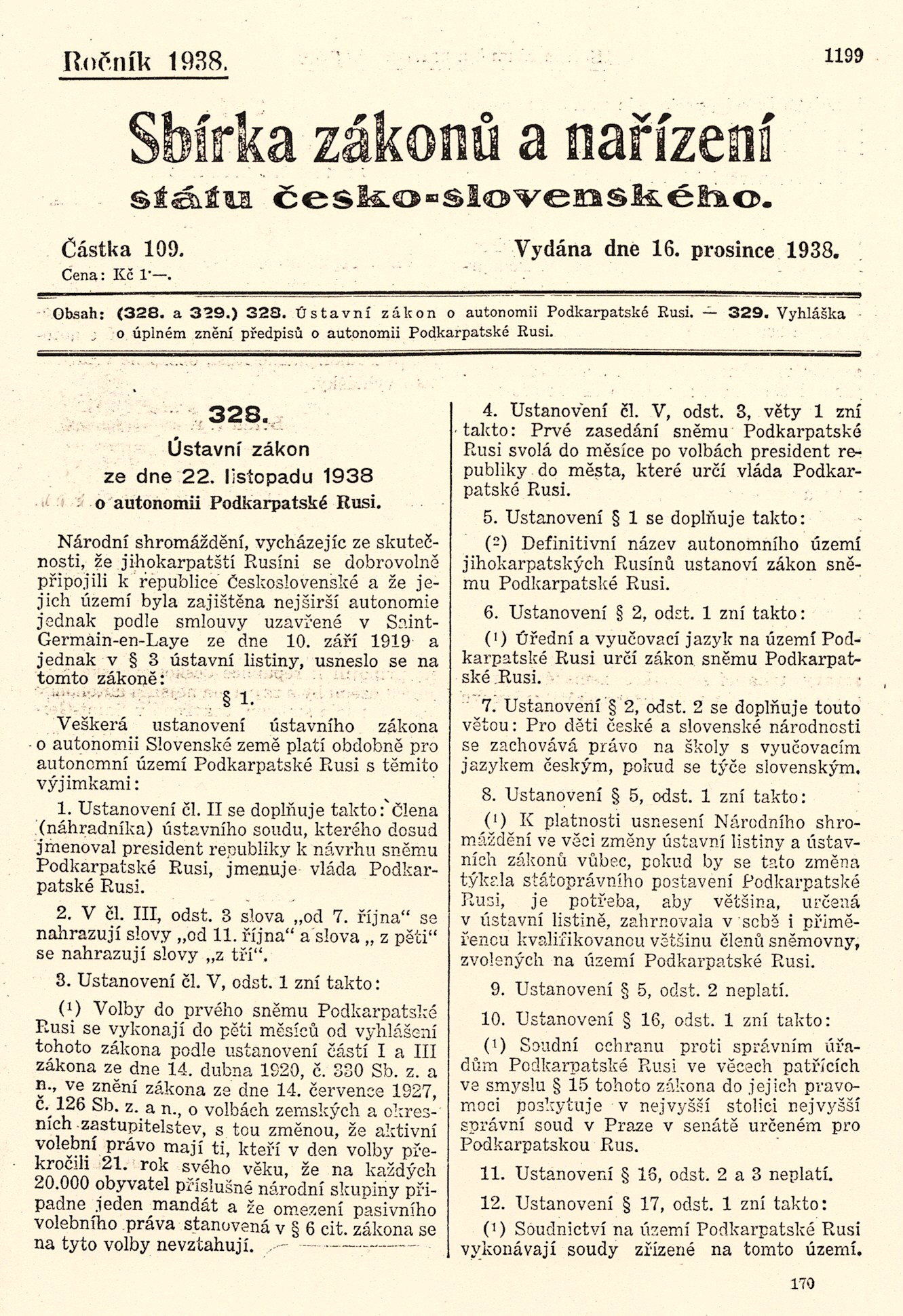
Конституційний акт № 328/1938 про Автономію Підкарпатської Русі

29 травня 1938 року Центральна Руська Народна Рада столиці Карпатської України Ужгорода поставила вимогу до уряду Чехословаччини про впровадження статусу автономії краю, посилаючись на положення Сен-Жерменського договору та конституції. 9 вересня 1938 року до Праги прибула делегація з 10 представників Української Центральної Народної Ради для перемовин про статус автономії у Чехословацькій державі. 4 жовтня будапештський уряд запропонував Німеччині приєднати Закарпаття до Угорщини. В цьому його підтримував уряд Польщі, виходячи з того, що існування української автономії активізує незалежницьку діяльність українців у Польщі.
Після підписання Мюнхенської угоди чотирьох держав (30 вересня 1938 року) складне міжнародне становище Чехословаччини і все зростаюча боротьба українського населення за політичні права примусили чехословацький уряд погодитися і надати Підкарпатській Русі статус автономної республіки. 22 листопада 1938 р. празький парламент ухвалив конституційний закон про автономію Карпатської України, внаслідок чого Чехословаччина перетворилася на федеративну державу чехів, словаків і карпатських українців (русинів).
8 жовтня 1938 р. утворено перший автономний уряд (Рада Міністрів Підкарпатської Русі), який очолив Андрій Бродій (затверджений центральною владою 11 жовтня 1938 р.). До складу кабінету увійшли діячі як русофільського (А. Бродій, Е. Бачинський, І. П'єщак, С. Фенцик), так і українофільського (Ю. Ревай та А. Волошин) напрямків.
Однак проугорська політика Бродія, який ще до свого призначення вів таємні переговори з Угорщиною про приєднання краю, викликала незадоволення українського населення в Закарпатті і стала причиною рішучих дій Чехословаччини. 26 жовтня 1938 року А. Бродія усунуто з посади голови кабінету і в той же день арештовано загонами чехословацької воєнізованої поліції за «державну зраду і шпигунство». Загалом кабінет проіснував всього 15 днів і провів тільки 3 засідання.
Новим прем'єр-міністром Карпатської України став лідер Християнсько-народної партії греко-католицький священик о.Августин Волошин. Голова краю у присутності міністра Е. Бачинського, чеського генерала О. Сватека і віцегубернатора О. Бескида склав присягу на вірність Чехословацькій Республіці. У виголошеній прем'єрській промові Волошин заявив, що населенню Закарпаття будуть забезпечені їх «культурні, національні та господарські здобутки». Наступного дня 27 жовтня газета «Нова свобода» опублікувала звернення Української Народної Ради і очільника Карпатської України до українців світу.
Автономний уряд дозволив вживати поряд із назвою «Підкарпатська Русь» найменування «Карпатська Україна». Нова назва суперечила Конституції ЧСР і не була затверджена Національними зборами (22.11.1938). 25 листопада кабінет Волошина видав розпорядження про запровадження на території краю української мови як офіційної.
Рішенням Першого Віденського арбітражу 2 листопада 1938 р. північно-західна частина Карпатської України (Ужгородський, Мукачівський і Севлюський повіти) з містами Ужгород, Мукачево і Берегове були передані Угорському королівству. В цих адміністративних одиницях, що становили близько 12 % території регіону, у 97 населених пунктах проживало близько 175 тис. осіб, серед яких понад 33 тис. українців. За цих умов столицю Карпатської України 10 листопада перенесли до Хуста, де й розмістилася канцелярія Августина Волошина.

### Діяльність
Для захисту автономної незалежності і боротьби з угорськими та польськими військовими формуваннями створили збройні сили Карпатської України  — Організацію Оборони «Карпатська Січ», велику допомогу в створенні якої надала Організація Українських Націоналістів. Проблема тероризму, як з боку угорців, так і поляків, стала дуже важливою, навіть перекривалися кордони з Угорським королівством та Польською республікою. Влада автономії неодноразово посилала ноти протесту, але офіційні Варшава та Будапешт їх відверто ігнорували. Уряд о. Августина Волошина активно здійснював заходи, спрямовані на розбудову української держави. Налагоджувалася робота промисловості, транспорту, торгівлі, українізувалась система освіти, видавнича справа, державна адміністрація.

### Культурне життя
Незважаючи на важкі тогочасні умови в Карпатській Україні працювали школи, були відкриті нові освітні заклади. Виходив щоденник «Нова свобода» (редактор В. Ґренджа-Донський), національно свідома молодь видавала провокаційну газету «Наступ» (редактор С. Росоха), селяни мали свій друкований орган — «Карпатську Україну» (редагував Ю. Таркович). До Хуста приїхали відомі українські письменники Олександр Олесь, Улас Самчук, які створили літературно-мистецьке товариство «Говерля», і почали видавати однойменний місячник під редакцією Олега Ольжича-Кандиби. Своє товариство створили російськомовні письменники. До Хуста перебрався державний театр «Нова сцена» (режисер Ю. Шерегій), який наприкінці листопада 1938 р. показав виставу «Запорожець за Дунаєм». Каленик і Петро Лисюки з української діаспори, створивши першу в Закарпатті кіностудію, розпочали зйомки фільму, котрий пізніше назвали «Трагедія Карпатської України».

## Проголошення незалежності

Карпатська Україна 15 березня 1939

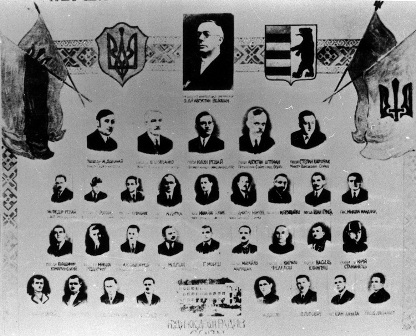
Посли Сойму Карпатської України

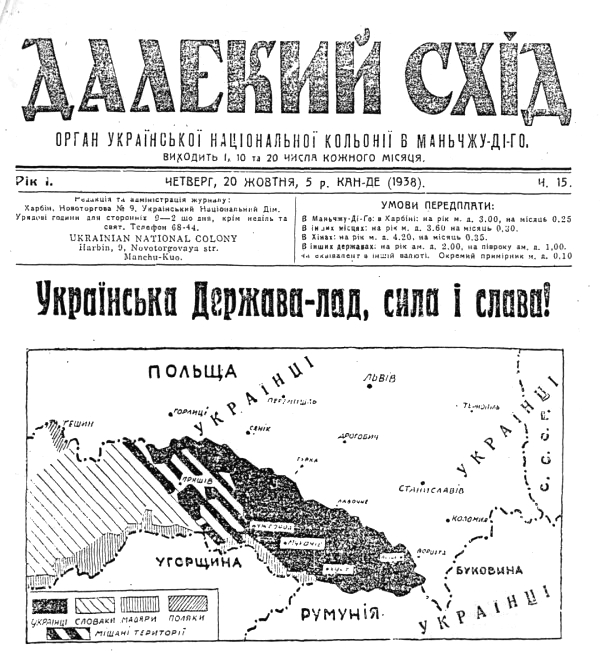
Повідомлення в Харбінській газеті «Далекий Схід» про створення Карпатської України (1938 рік)

12 лютого 1939 р. відбулись вибори до Сойму Карпатської України, на яких абсолютну більшість голосів виборців (близько 92,4 %) здобули кандидати Українського Національного Об'єднання.
15 березня 1939 р. Сойм (голова А. Штефан) проголосив повну державну самостійність Карпатської України. Прийнята парламентом конституція Карпатської України (Конституційний закон ч.1), визначила назву держави (Карпатська Україна), державний устрій (президентська республіка), державну мову (українська мова).
Державним прапором та гімном республіки були визнані синьо-жовтий стяг і український національний гімн «Ще не вмерла України..». Герб — червоний ведмідь на лівому срібному півполі й чотири сині та три золоті смуги у правому півполі та тризуб з хрестом на середньому зубі.
Президентом Карпатської України обрали о. Августина Волошина, який призначив прем'єр-міністром нового уряду суверенної держави Юліана Ревая.
Головою Сойму обрано Августина Штефана, заступниками Степана Росоху та Федіра Ревая.
З трибуни Сойму Волошин заявив: «Наша Земля стає вільною, незалежною та проголошує перед цілим світом, що вона була, є й хоче бути українська. І коли б навіть нашій молодій Державі не суджено було довго жити, то наш Край залишиться вже назавжди український, бо нема такої сили, яка могла б знищити душу, сильну волю нашого українського народу».
О. А. Волошин після проголошення Незалежності відразу ж звернувся з телеграмою особисто до Адольфа Гітлера з проханням про визнання Карпатської України під охороною Третього Рейху та недопущення її захоплення Королівством Угорщина.
О. Августин Волошин:
«Від імені уряду Карпатської України прошу Вас прийняти до відома проголошення нашої самостійності під охороною Німецького Рейху. Прем'єр-міністр доктор Волошин. Хуст».
Але вранці німецький консул у Хусті порадив українцям «не чинити опір угорському вторгненню, бо німецький уряд у цій ситуації не може, на жаль, прийняти Карпатську Україну під протекторат».
Але Німеччина не була єдиним варіантом зовнішньополітичної підтримки для регіону. Уряд Карпатської України намагався нав'язати стосунки зі США, Францією, Румунією, Югославією та Ватиканом.

## Окупація Карпатської України

### Міжнародна ситуація напередодні
Міжнародне становище Карпатської України з кожним днем ускладнювалось. Угорське королівство, територіальні претензії котрої рішенням Віденського арбітражу були задоволені не повністю, безперервно здійснювала антиукраїнські дипломатичні демарші, направляла в Карпатську Україну провокаційні терористичні групи. Уряд Польської республіки також неодноразово порушував перед Берліном питання про передачу, крім анексованої поляками Тешинської області ЧСР, ще й північних районів Закарпаття. Польську республіку влаштовувало навіть повне підпорядкування його Королівству Угорщина. Тодішній режим Польської республіки ніяк не міг змиритися з існуванням поряд з Східною Галичиною осередку української суверенності й також засилав сюди свої диверсійні групи для саботажу та здійснення терористичних актів.
Гітлер намагався використати ситуацію в своїх цілях. Схиляючись до думки віддати все Закарпаття Королівству Угорщина, він робив це поступово, щоб іще більше прив'язати її до німецьких інтересів. І домігся свого, диктатор Угорщини М. Горті 24 лютого 1939 р. оголосив про приєднання до антикомінтернівського пакту.
У цих умовах Москва кваліфікувала наслідки Віденського арбітражу як порушення міжнародних норм. А поширювані пресою й дипломатами західних держав чутки про можливе використання закарпатської державності в цілях анексування інших українських земель розглядала як пропагандистські вигадки.
Нарком іноземних справ СРСР М. Литвинов ще 19 грудня 1938 р. заявив: «Ми навіть не впевнені, що… Гітлер серйозно ставиться до української акції. Можливо, що маємо справу з дипломатичною диверсією». Гітлер, як засвідчили наступні події, не збирався відновлювати українську державність у будь-якій формі чи сприяти цьому. У січні 1939 р. Радянський Союз розірвав дипломатичні відносини з Королівством Угорщина як з державою, що не має самостійної зовнішньої політики, рухається у фарватері Третього Рейху, зазіхає на українські землі.
10 березня 1939 р. на повідомлення західної преси і дипломатів, що нібито існують плани приєднання до Карпатської України Радянської України, відреагував Й. Сталін. Він назвав такі вигадки «підозрілим шумом», мета якого спровокувати конфлікт СРСР з Третім Рейхом без наявних на те підстав, не втримавшись від недолугих епітетів щодо Закарпаття.
На жаль, не всі українські діячі повністю усвідомлювали реальну ситуацію. Лідери Карпатської України сподівалися, що Третій Рейх погодиться на створення невеликої української держави в Карпатах. Але то було великою ілюзією, бо Берлін дбав лише про власні інтереси на Сході. Вирішення «українського питання»… аж ніяк не вписувалося в його загарбницькі плани.
6 березня 1939 року Гітлер вирішив остаточно ліквідувати Чехословацьку республіку, окупувавши Богемію і Моравію та давши дозвіл на окупацію Королівством Угорщина Карпатської України.

### Вторгнення

Територіальні поступки Чехословацької республіки за Мюнхенською угодою
1. Судети передані Рейху в жовтні 1938
2. Чеський Тешин переданий Польській республіці 2 жовтня 1938
3. Територія, зайнята Королівством Угорщина у листопаді 1938
4. Карпатська Україна зайнята Королівством Угорщина у березні 1939
5. Решта Чехії перетворена на Протекторат Богемії і Моравії у березні 1939
6. Сателітна держава Словацька республіка

В ніч з 13 на 14 березня 1939 р. гортистське Угорське королівство, за підтримкою Третього Рейху розпочало війну проти Карпатської України. Президент А. Волошин віддав наказ видати резервну зброю Карпатській Січі. Після зіткнень із чеськими військами під командуванням генерала Прхали, що намагалися роззброїти карпатоукраїнські війська, Карпатська Січ взяла під контроль територію країни, хоча в цей час угорські війська вже захопили перші українські села: Підгіряни, Кольчино і Коропець.

Розстріл угорцями січовиків на Татарському перевалі поблизу с. Ясіня. Березень, 1939 р.

З перших же годин угорського вторгнення частини Карпатської Січі вели кровопролитні бої з переважаючими силами противника по лінії Ужгород-Мукачево-Берегово-Севлюш. Зрозуміло, що шансів виграти в цьому зіткненні не було, але як сказав Михайло Колодзінський, один з трьох членів Генерального штабу Карпатської Січі:

| «коли вже немає розумного виходу з тяжкого становища, то треба вміти вмерти по-геройськи, щоб така смерть була джерелом сили для молодих поколінь». |
Михайло Колодзінський зробив як сказав — геройськи загинув разом з бійцями Карпатської Січі, яких він, як і інші члени ОУН набирали й готували саме до таких зіткнень. Інший член Генерального штабу Роман Шухевич разом з Р. Яри, А. Мельником, В. Курмановичем покидають Карпатську Україну.
Найбільший бій відбувся на Красному полі. 16 березня 1939 р., зазнавши значних втрат, ворог зумів захопити Хуст, а 18 березня більша частина території Карпатської України була окупована угорськими військами. До 7 липня 1939 року вона була анексована.
17 березня 1939 на третій день окупації Карпатської України мадярські жандарми гнали на перевал через села Нижні Ворота, Верб'яж, Завадка колони полонених, переважно галичан-вояків Карпатської Січі і передали їх польській прикордонній службі, яка розмістила полонених у підвалах своїх казарм. Наступного дня, 18 березня 1939, до сходу Сонця полонені були розділені на колони, відконвойовані вліво і вправо від перевалу по лінії кордону приблизно на півтора-два кілометри і розстріляні на закарпатській стороні над селами Нова Розтока і Верб'яж та між селами Петрусовицею, Жупанами і Лазами. Число розстріляних, за оцінками свідків, становило 500—600 полонених.
У гірських районах Карпатської України загони «Карпатської Січі» продовжували боротьбу з угорськими регулярними частинами до кінця травня 1939 р.
У кінці березня 1939 р. президент республіки Августин Волошин і частина уряду на чолі з прем'єром Ю. Реваєм виїхала через Румунське королівство в еміграцію. Повноважні карпатоукраїнські представники залишили край через півтора місяця після початку прямої агресії Королівства Угорщина. До 30 квітня 1939 року в Хусті офіційно діяла Українська евакуаційна комісія на чолі з Володимиром Бірчаком.
При захисті Карпатської України, за різними даними, загинуло від 2 до 6,5 тис. осіб.
Недовгий період існування Карпатської України став однією з найяскравіших сторінок багатовікової боротьби карпатських українців за встановлення української державності.

## Угорська окупація Карпатської України
Упродовж 1939−1944 рр. у краї було паралізоване національне, духовне, освітнє життя часів Чехословаччини та Карпатської України, всі українські організації, що проповідували українські ідеї, об'єднання земель в єдину українську державу, розпускалися. Товариство «Просвіта», що діяло в краї ще з 1918 року, від 3 лютого 1940 року заборонялося, бо проповідувало ідеї українськості русинів Закарпаття.
Угорці взяли курс на докорінну зміну суспільно-політичного життя в краї: формування лише товариств і організацій, що сповідували доктрину віковічної єдності русинів та угорців в єдиній Святоштефанській державі. Так, замість «Просвіти» весною 1941 року утворили Підкарпатське Наукове Товариство на чолі з Іваном Куртяком, органом якого став журнал «Зоря». Головним завданням Товариства було сформувати граматику та словник русинської мови.

## Фільмографія
Про Карпатську Україну відзнято декілька документальних фільмів:
- Україна в огні (1939)[10][11][12]
- Трагедія Карпатської України (1940)
- Карпатська Україна (1942)
- 39-й. Карпатська Україна (2009)
- Срібна Земля. Хроніка Карпатської України 1919—1939 (2012)

### Відео
- Карпатська Україна: народження нової держави / Документальний фільм // 1940 // ВІДЕО
- Кінохроніка проголошення Карпатської України 1939 року. Тривалість: 00:45:20 на YouTube
- Проголошення Карпатської України. Відео (фраґмент) [Архівовано 25 січня 2014 у Wayback Machine.]